# 香川県道127号三本松港線
香川県道127号三本松港線（かがわけんどう127ごう さんぼんまつこうせん）は、香川県東かがわ市を通る一般県道である。

## 概要
東かがわ市三本松から東かがわ市湊に至る。

### 路線データ
- 起点：東かがわ市三本松（三本松港前）
- 終点：東かがわ市湊（国道11号交点）
- 総延長：0.417 km

## 地理

### 通過する自治体
- 東かがわ市

### 交差する道路
| 交差する道路            | 交差する場所 | 交差する場所 |
| ----------------------- | ------------ | ------------ |
| 香川県道122号津田引田線 | 三本松       |              |
| 国道11号                | 湊           | 終点         |

### 交差する鉄道
- 高徳線

### 沿線
- 三本松港